# Antonio Rioba
Antonio Rioba o anche Sior Antonio Rioba, Toni Rioba o solo Rioba, è una statua situata a Venezia, in Campo dei Mori.

## Storia
L'origine della statua è piuttosto incerta, ma sembra comunque collegata al periodo di costruzione di Palazzo Mastelli del Cammello.
Insieme ad altre tre statue simili, è posta in uno degli angoli del Palazzo Mastelli "del Cammello" (così detto per la presenza di un altorilievo di un cammello sulla sua facciata); ciascuna di esse raffigura uno dei tre fratelli di una famiglia di mercanti che, giunta a Venezia nel 1113 dalla Morea (la regione nota come Peloponneso), vi edificarono il palazzo inserendovi le statue che raffigurano, oltre a Antonio Rioba, gli altri due fratelli Sandi e Afani e un'altra, chiamata "el Moro Mambrun". Non ci sono documenti che attestino la collocazione della statua contemporaneamente alla realizzazione del palazzo ma si ritiene che sia arrivata contestualmente alla costruzione dell'edificio.
I membri della famiglia, provenendo dalla Morea, vennero definiti "Mori". La famiglia era formata da tre fratelli: Rioba, Sandi e Alfani, i quali commerciavano in sete e in spezie.
Nell'Ottocento la statua perse il naso e questo gli fu rifatto con un pezzo di ferro. Nacque la leggenda che sfregandolo si avrebbe avuto fortuna.
Nella notte tra il 30 aprile e il 1º maggio 2010 la statua venne decapitata e la testa trafugata; venne poi ritrovata in calle della Racchetta il 3 maggio e la statua venne restaurata.

## Curiosità

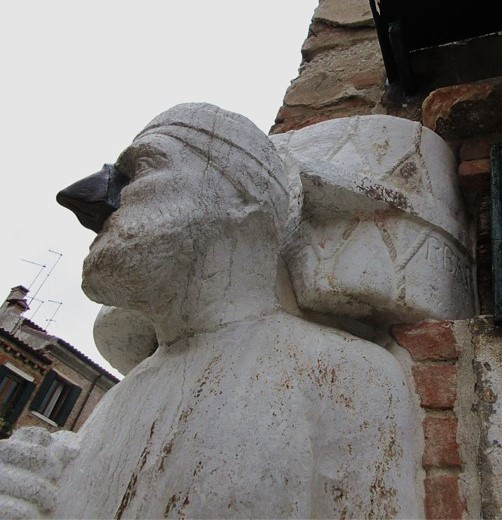
Antonio Rioba

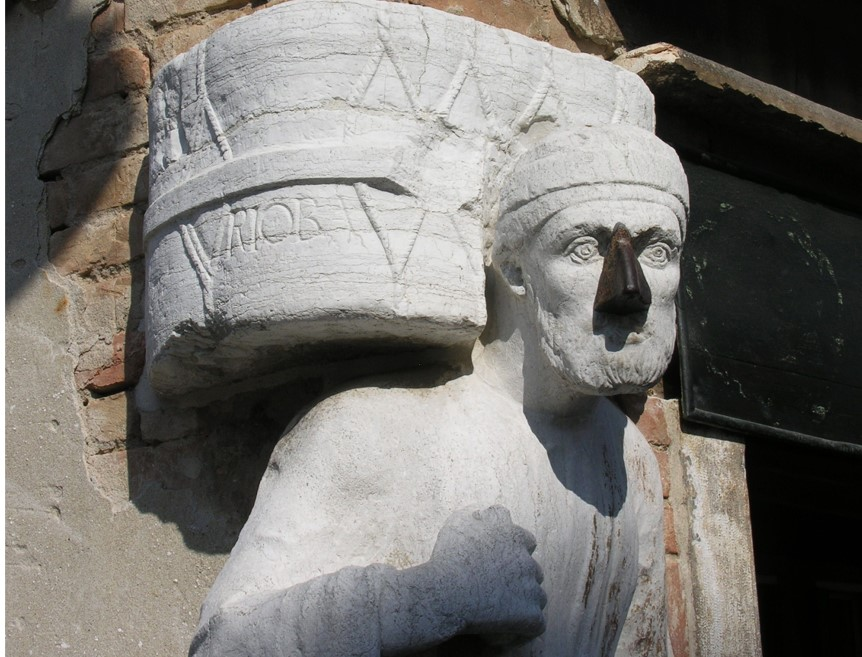

Il Signor Rioba prese il nome dall'iscrizione "Rioba" che correda l'imballaggio che tiene sulle spalle. Si tratta in realtà di una parola incompleta, perché se si guarda il lato opposto del fardello, appena visibile perché in penombra e vicino alla parete, si scorge la continuazione della scritta: "...rbaro". Non Rioba, dunque, ma Riobarbaro, probabilmente in riferimento al rabarbaro trasportato dal facchino. I veneziani avevano letto male. Da un errore si era creato un nome, e da un nome un mito urbano, caro ai cittadini di oggi come allora.

## Folklore
La statua fa parte del gruppo delle “statue parlanti” veneziane che, come avveniva anche a Roma con le statue dell' “Accademia degli Arguti”, erano usate per affiggervi biglietti anonimi con poemetti satirici e sarcastici; fu anche per lungo tempo usata per organizzare scherzi a facchini ai loro primi giorni di lavoro i quali venivano inviati con carichi molto pesanti a fare consegne a “Sior Antonio Rioba de Campo dei Mori”, il quale ovviamente non esisteva.
Un'altra tradizione vuole che i tre mercanti della famiglia Mastelli fossero particolarmente scaltri e non si facessero scrupolo di truffare i proprio clienti; una sera Santa Maria Maddalena, volendo fare un ultimo tentativo per cercare per loro una possibile redenzione, finse di essere una giovane vedova e si recò da loro per rifornirsi di stoffe per il suo negozio ed essi si approfittarono dell'ingenuità della donna vendendole stoffe di scarsa qualità; a causa della loro avidità i tre mercanti vennero trasformati in statue che poi furono murate sulle pareti esterne della casa dove abitavano.

## Influenza culturale

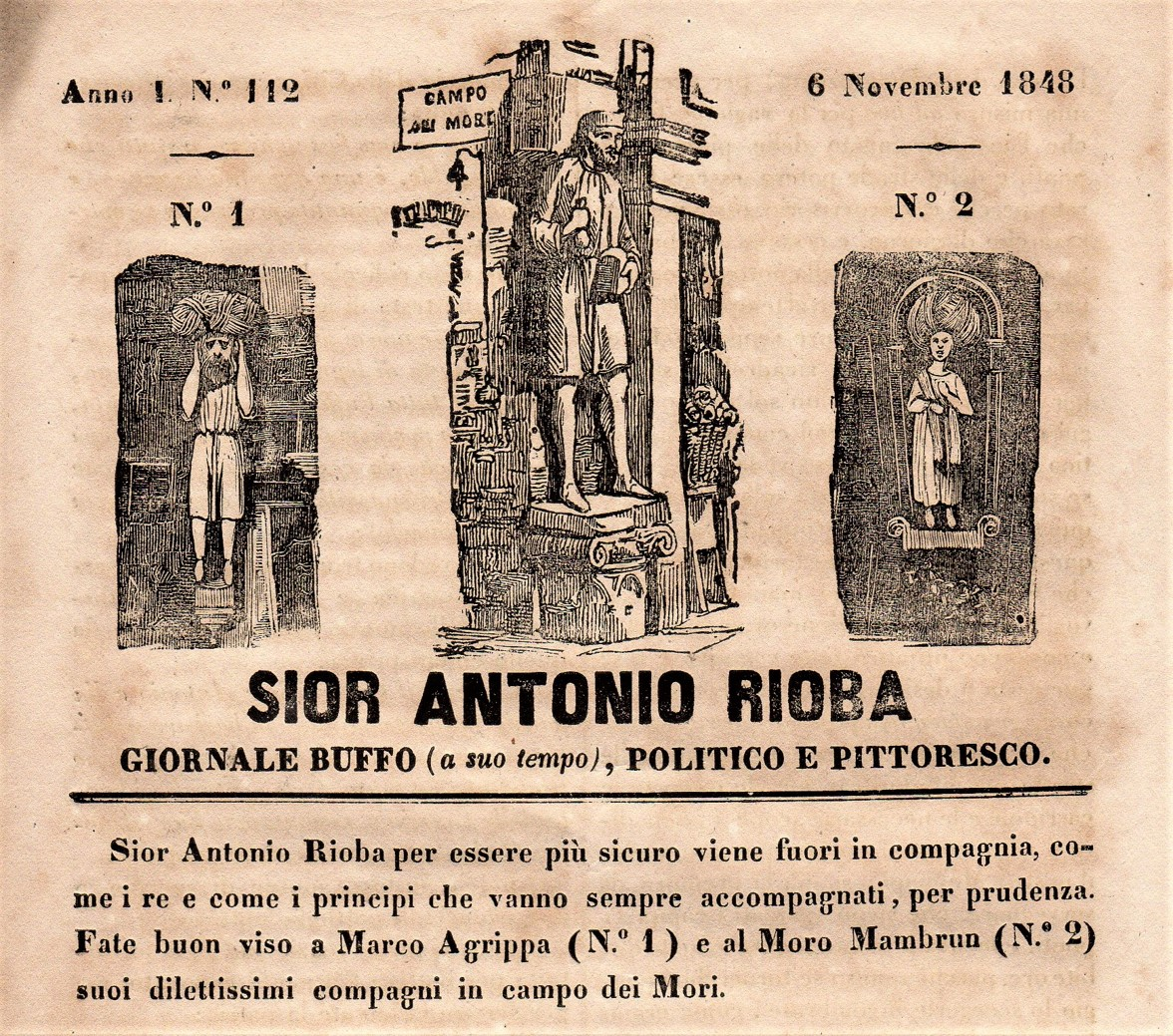

- Sior Antonio Rioba fu un giornale satirico nato nel 1848,[8][9] con la testata ispirata all'omonima statua. Il giornale contribuì alla diffusione della popolarità di Rioba.